# Siberia (film, 2018)
Pour les articles homonymes, voir Siberia.
Pour plus de détails, voir Fiche technique et Distribution.
Siberia est un thriller américain de Matthew Ross sorti en 2018 aux États-Unis, dont Keanu Reeves interprète le personnage principal.

## Synopsis
Lucas Hill, un marchand de diamants américain, rejoint son associé Pyotr à Saint-Pétersbourg afin de conclure une transaction avec l'acheteur russe Boris Volkov. Lorsque celui-ci arrive à son hôtel, son associé a disparu avec les diamants et lui donne rendez-vous dans une chambre d'hôte à Mirny, une petite bourgade sibérienne. Là, il rencontre Katya, la jeune gérante d'un café, qui va tenter de l'aider à retrouver la trace de son associé et des diamants. Mais l'acheteur russe se montre de plus en plus impatient et menaçant.

## Fiche technique
- Titre original : Siberia
- Réalisation : Matthew Ross
- Scénario : Stephen Hamel et Scott B. Smith
- Photographie : Eric Koretz
- Direction artistique : Louis-René Landry
- Montage : Louise Ford
- Musique : Daniel Bensi et Saunder Jurriaans
- Costumes : Patricia J. Henderson
- Production : Stephen Hamel, Braden Aftergood, Gabriela Bacher et Dave Hansen
- Société de production : Buffalo Gal Pictures, Company Films, Summerstorm Entertainment
- Sociétés de distribution : Saban Films
- Pays d'origine :  États-Unis,  Canada
- Langue originale : anglais
- Format : couleur -
- Budget : 25 000 000 $
- Genre : Thriller
- Lieux de tournage : Saint-Pétersbourg (Russie), Manitoba (Canada)
- Dates de sortie : 
  - États-Unis : 13 juillet 2018
  - France : 16 mai 2019 en VOD, 8 novembre 2019 en DVD

## Distribution
- Keanu Reeves (VF : Jérôme Keen) : Lucas Hill
- Ana Ularu : Katya
- Pasha D. Lychnikoff : Boris Volkov
- Molly Ringwald : Gabby Hill
- Ashley St. George : Christa
- Boris Gulyarin : Pyotr
- Rafael Petardi : Pavel
- Aleks Paunovic : Yefrem
- Veronica Ferres : Raisa
- Eugene Lipinski : Polozin
- Vitali Makarov : Markov
- James Gracie (VF : Christophe Hespel) : Vincent